# Die Weltbühne

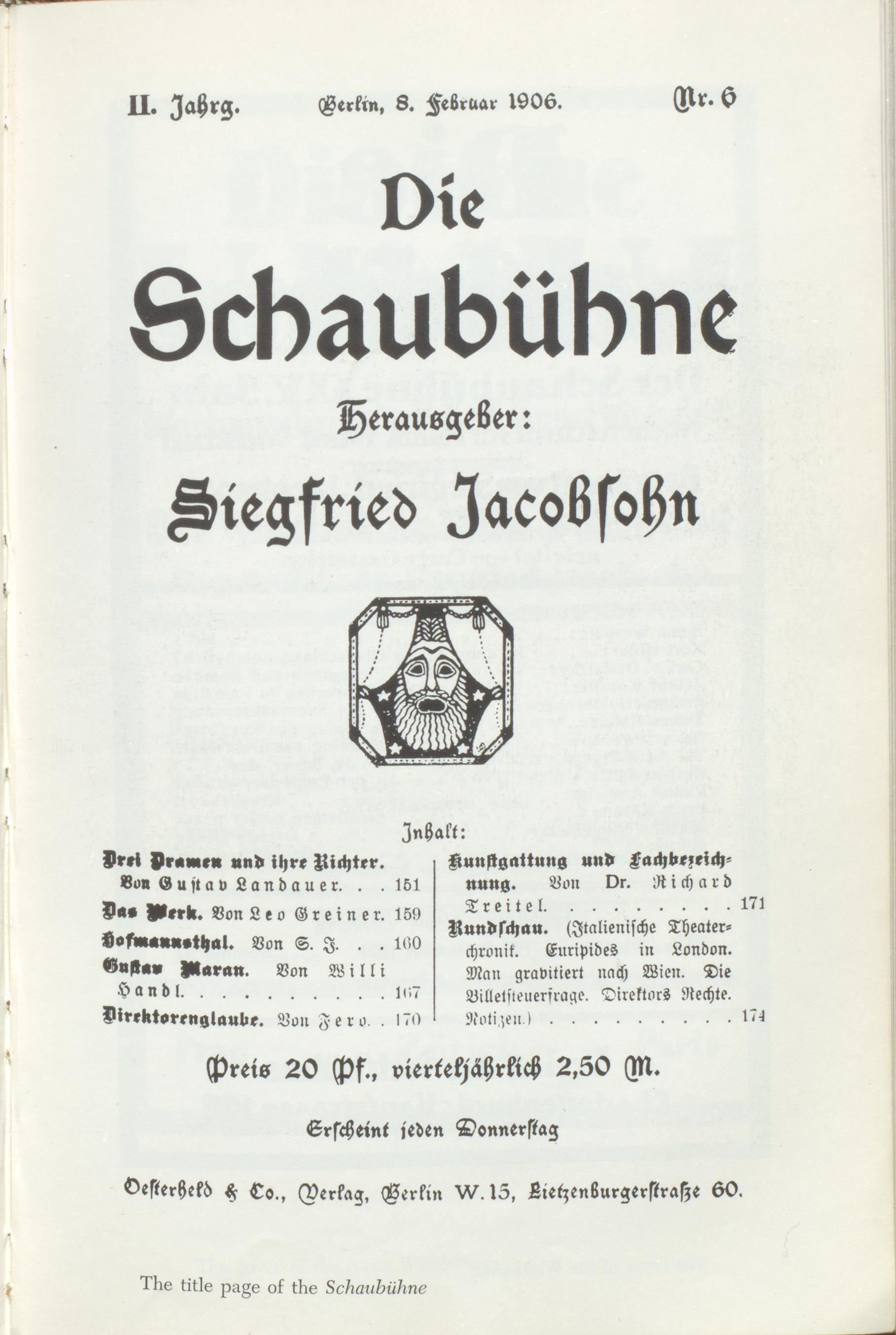
Die Schaubühne (1906)

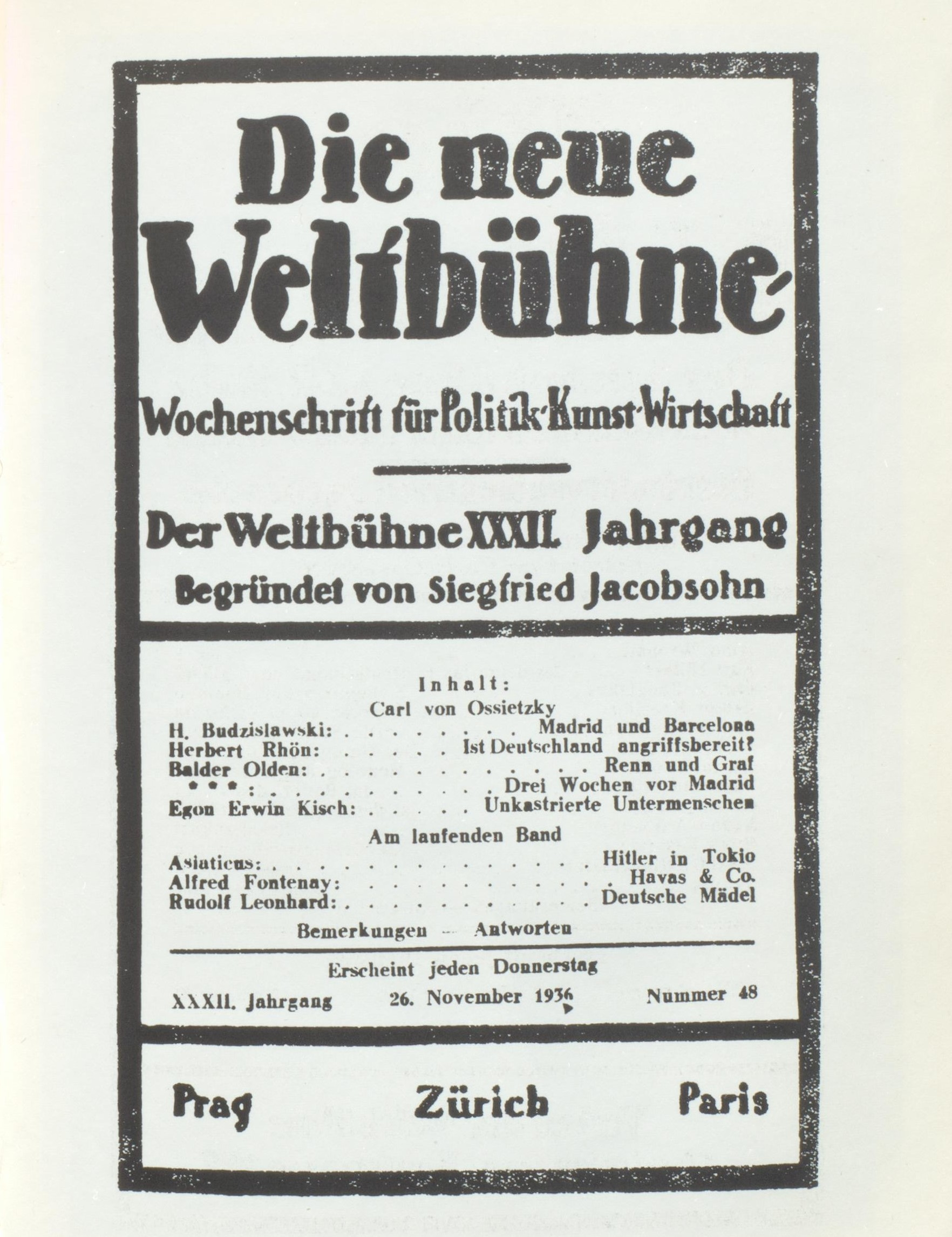
Die neue Weltbühne (1936)

Die Weltbühne war eine deutsche Wochenzeitschrift für Politik, Kunst und Wirtschaft. Sie wurde von Siegfried Jacobsohn in Berlin unter dem Namen Die Schaubühne als reine Theaterzeitschrift gegründet und erschien am 7. September 1905 zum ersten Mal. Am 4. April 1918 wurde die Schaubühne, die sich seit 1913 für wirtschaftliche und politische Themen geöffnet hatte, in Die Weltbühne umbenannt. Nach dem Tode Jacobsohns im Dezember 1926 übernahm Kurt Tucholsky die Leitung des Blattes, die er im Mai 1927 an Carl von Ossietzky weitergab. Die Nationalsozialisten verboten mit der Reichstagsbrandverordnung die Weltbühne, die am 7. März 1933 zum letzten Mal erscheinen konnte. Im Exil wurde die Zeitschrift bis 1939 unter dem Titel Die neue Weltbühne fortgeführt. Nach dem Ende des Zweiten Weltkrieges erschien die Weltbühne unter ihrem ursprünglichen Namen wieder in Ost-Berlin, wo sie bis 1993 Bestand hatte. 1997 haben sich die Zeitschriften Ossietzky und Das Blättchen in die Tradition des berühmten Vorbilds gestellt.
Mit ihren kleinen roten Heften galt die Weltbühne in der Weimarer Republik als das Forum der radikaldemokratischen bürgerlichen Linken. Rund 2500 Autoren schrieben von 1905 bis 1933 für die Zeitschrift. Dazu gehörten neben Jacobsohn, Tucholsky und Ossietzky auch prominente Journalisten und Schriftsteller wie Lion Feuchtwanger, Moritz Heimann, Kurt Hiller, Erich Mühsam, Else Lasker-Schüler, Erich Kästner, Alfred Polgar, Robert Walser, Carl Zuckmayer und Arnold Zweig. Auch ein wenig in Vergessenheit geratene Publizisten wie Rudolf Arnheim, Julius Bab, Erich Dombrowski, Axel Eggebrecht, Hellmut von Gerlach, Hanns-Erich Kaminski, Richard Lewinsohn, Fritz Sternberg, Heinrich Ströbel und Richard Treitel gehörten zu den wichtigen Mitarbeitern des Blattes. Ferner die erste weibliche Journalistin der Volkswacht (Freiburg im Breisgau), die deutsche Schriftstellerin und Journalistin Käthe Vordtriede.
Selbst in ihrer Hochphase hatte die Weltbühne nur eine geringe Auflage von rund 15.000 Exemplaren. Publizistisch drang sie dennoch durch. Beispiele dafür sind die Aufdeckung der Fememorde innerhalb der Schwarzen Reichswehr sowie Berichte über die heimliche Aufrüstung der Reichswehr, die später zum sogenannten Weltbühne-Prozess führten. Auch der von Tucholsky geprägte Satz „Soldaten sind Mörder“ führte zu einer Anklage gegen den damaligen Herausgeber Ossietzky.
Es erschienen verschiedene Zeitschriften, die sich selbst in der Nachfolge zur Weltbühne sahen, teils unter demselben Namen (seit 1946, 1997 und 2025).

## Entstehung und Entwicklung der Schaubühne
Die Gründung der Schaubühne war das Resultat einer Plagiatsaffäre, in die der 23 Jahre alte Theaterkritiker Siegfried Jacobsohn verwickelt war. Am 12. November 1904 hatte das Berliner Tageblatt auf Parallelen zwischen Kritiken von Jacobsohn und Alfred Gold aufmerksam gemacht. Jacobsohn war zu diesem Zeitpunkt Theaterkritiker der Welt am Montag, die ihren streitbaren und in Presse- und Theaterkreisen daher zum Teil verhassten Mitarbeiter aufgrund der öffentlichen Empörung nicht mehr halten wollte. Der beruflich fürs erste gescheiterte Jacobsohn trat eine mehrmonatige Reise durch Europa an und beschloss, eine eigene Theaterzeitschrift ins Leben zu rufen. Diese Lebensphase, von Beginn der Plagiatsaffäre bis zur Gründung der Schaubühne, beschrieb er in der 1913 erschienenen Schrift Der Fall Jacobsohn. Im Rückblick schilderte er seine Affäre als „Sensationsstück ersten Ranges, für das es sich lohnte, die berliner Litfaßsäulen mit Riesenplakaten – Jacobsohns Entlarvung; Plagiator Jacobsohn; Siegfrieds Tod – wochenlang vollzukleben“ (S. 50). Neueren Untersuchungen zufolge fand der Fall in der Hauptstadtpresse aber nur ein geringes Echo. Jacobsohns Broschüre enthält auch eine Briefpassage, die seine Vorstellungen von der zukünftigen Arbeit als Herausgeber und Redakteur wiedergibt (S. 47):

„Herrlich denk’ ichs mir, nach meinem Geschmack jede Woche gewissermaßen ein Haus zu bauen, das immer eine andre und doch immer dieselbe Physiognomie haben wird, in immer neuem, immer wertvollem Menschenmaterial zu arbeiten – Regisseur einer gedruckten Bühne.“

### Theaterphase: 1905 bis 1913
Die Zeitschrift hat während ihres Bestehens von 1905 bis 1933 mehrere Entwicklungsphasen durchlaufen. Bis 1913 konzentrierte sie sich auf „die gesamten Interessen des Theaters“, wie es bis dahin in ihrem Untertitel hieß. Jacobsohn war überzeugt, dass „der Geist eines Volkes und einer bestimmten Zeit eindringlicher als in der übrigen Literatur im Drama zum Ausdruck kommt“ – so heißt es in seinem Beitrag Zum Geleit, mit dem er das erste Heft der Schaubühne eröffnete.

Kopf der ersten Schaubühne-Seite

Den ersten vier Nummern war ein Zitat aus Friedrich Schillers Aufsatz Die Schaubühne als moralische Anstalt betrachtet als Motto vorangestellt: „So gewiß sichtbare Darstellung mächtiger wirkt als toter Buchstabe und kalte Erzählung, so gewiß wirkt die Schaubühne tiefer und dauernder als Moral und Gesetze“. Das war ein Hinweis darauf, wie Jacobsohn sein Unternehmen verstanden wissen wollte: als Aufklärung im Geist der Klassik. Die große Bedeutung, die künstlerischen Debatten in der damaligen Zeit zukam, lag allerdings auch darin begründet, dass die Kunst im Deutschen Reich unter Kaiser Wilhelm II. weniger Repressionen ausgesetzt war als Politik und Journalismus.
Zu den wichtigsten Mitarbeitern in der Anfangsphase der Schaubühne zählten die Theaterkritiker Julius Bab, Willi Handl und Alfred Polgar, in den Folgejahren traten auch Schriftsteller wie Lion Feuchtwanger, Robert Walser, und Harry Kahn sowie der Theaterkritiker Herbert Ihering hinzu. Im November 1908 wurde Feuchtwangers Zeitschrift Der Spiegel nach nur 15 Ausgaben mit der Schaubühne vereinigt.
Als Theaterkritiker war Jacobsohn ein Antipode Alfred Kerrs. Anders als dieser war er ein entschiedener Kritiker des Naturalismus und schätzte im Gegensatz zu Kerr auch die Leistungen von Max Reinhardt als Theaterleiter und -regisseur weit höher ein als die von Otto Brahm. Reinhardts 1910 beginnende Hinwendung zum Massentheater in Zirkusarenen, die in Berlin schließlich im Bau des Großen Schauspielhauses mündete, wurde von Jacobsohn jedoch missbilligt.

### Öffnung zur Politik: 1913 bis 1918
Am 9. Januar 1913 erschien erstmals ein Beitrag des an diesem Tage 23 Jahre alt gewordenen Jura-Studenten Kurt Tucholsky in der Schaubühne. Schon im ersten Jahr seiner Zusammenarbeit mit Jacobsohn avancierte Tucholsky zu dessen wichtigstem Mitarbeiter.

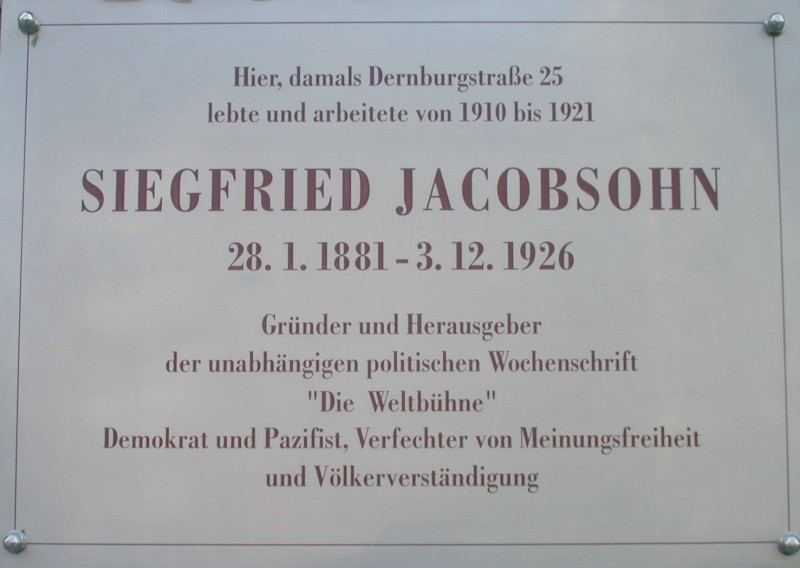
Gedenktafel am Redaktionssitz Dernburgstraße

Um das Blatt nicht allzu „Tucholsky-lastig“ erscheinen zu lassen, legte er sich bereits 1913 drei Pseudonyme zu, die er bis zum Ende seines publizistischen Wirkens beibehielt: Ignaz Wrobel, Theobald Tiger und Peter Panter. Unter dem Einfluss von Tucholskys Mitarbeit sollte sich auch der Charakter der Schaubühne rasch wandeln. Schon im März 1913 erschienen die ersten „Antworten“, eine Rubrik, in der die Zeitschrift in Zukunft zu echten oder fingierten Leserbriefen Stellung nehmen sollte. Wichtiger war jedoch die Entscheidung Jacobsohns, sein Blatt für Themen aus Politik und Wirtschaft zu öffnen. Am 25. September berichtete der Wirtschaftsjurist Martin Friedlaender unter dem Pseudonym „Vindex“ über Monopolstrukturen in der amerikanischen Tabakindustrie. Jacobsohn nahm in einer fingierten „Antwort“ dazu Stellung:

„[…] Wenn hier neun Jahre das Theater und nur das Theater betrachtet worden ist, so habe ich damit noch nicht das Recht verwirkt, einmal andre Dinge betrachten zu lassen und zu betrachten. Ein Feld abgesondert von allen anderen zu beackern, hat seine Reize, seine Vorteile, aber auch seine Gefahren. […]“

Während des Krieges gelang es Jacobsohn, dass seine Zeitschrift trotz schwieriger Bedingungen regelmäßig erscheinen konnte. Von August 1914 an eröffnete er jedes Heft mit einem politischen Leitartikel, in dem ein „patriotischer“ Standpunkt vertreten wurde. Im November 1915 startete der Journalist Robert Breuer unter dem Pseudonym „Cunctator“ eine Serie von Artikeln, die sich kritisch mit der Politik der Reichsregierung und dem politischen Zustand des Reiches auseinandersetzten. Die Reihe gipfelte am 23. Dezember in dem Beitrag Die Krise des Kapitalismus, der mit der Feststellung endete: „Nur die Internationale des Proletariats kann die Krise des national verbrämten Kapitalismus überwinden.“
Aufgrund dieses Artikels wurde die Schaubühne zunächst verboten. Jacobsohn konnte jedoch ein weiteres Erscheinen des Blattes sicherstellen, indem er in eine Vorzensur einwilligte. Zum Germanicus gewandelt kehrte Breuer im Januar 1916 als Kommentator zum Blatt zurück und führte dort trotz seines Namens einen permanenten Kampf gegen die Annexionsforderungen des Alldeutschen Verbandes. Von 1916 druckte Jacobsohn, der 1915 nach dem Tod seines jüngsten Bruders an der Front ein leidenschaftliches pazifistisches Bekenntnis abgegeben hatte, regelmäßig Annoncen zur Zeichnung von Kriegsanleihen. Ungeklärt ist bislang, ob diese Anzeigen vergütet wurden und damit möglicherweise entscheidend zur Existenzsicherung der Zeitschrift beitrugen. Das insgesamt keineswegs pazifistische, politisch bestenfalls als lavierend zu bezeichnende Erscheinungsbild des Blattes trug Jacobsohn später nicht unberechtigte Kritik u. a. von Franz Pfemfert und Karl Kraus ein.
Dem Wandel vom reinen Theaterblatt zur „Zeitschrift für Politik, Kunst, Wirtschaft“ trug Jacobsohn schließlich am 4. April 1918 mit der Umbenennung der Schaubühne in Weltbühne Rechnung.

### Die Umbenennung in Weltbühne – für Revolution und Republik: 1918 bis 1926
Nach den Anfangserfolgen der deutschen Frühjahrsoffensive 1918 rückte Jacobsohns Leitartikler Robert Breuer von seiner bis dahin anti-annexionistischen Position ab und verließ auch auf anderen Gebieten die bisherige Linie des Blattes. Die Differenzen zwischen dem MSPD-Anhänger Breuer und Jacobsohn, der sich mehr und mehr der Position der USPD näherte, führte schließlich zum Abschied von „Germanicus“. Während der Novemberrevolution 1918 ließ sich die Weltbühne nicht auf einen Parteikurs festlegen. Von März 1919 bis Oktober 1920 schrieb der Sozialdemokrat Heinrich Ströbel die politischen Leitartikel.

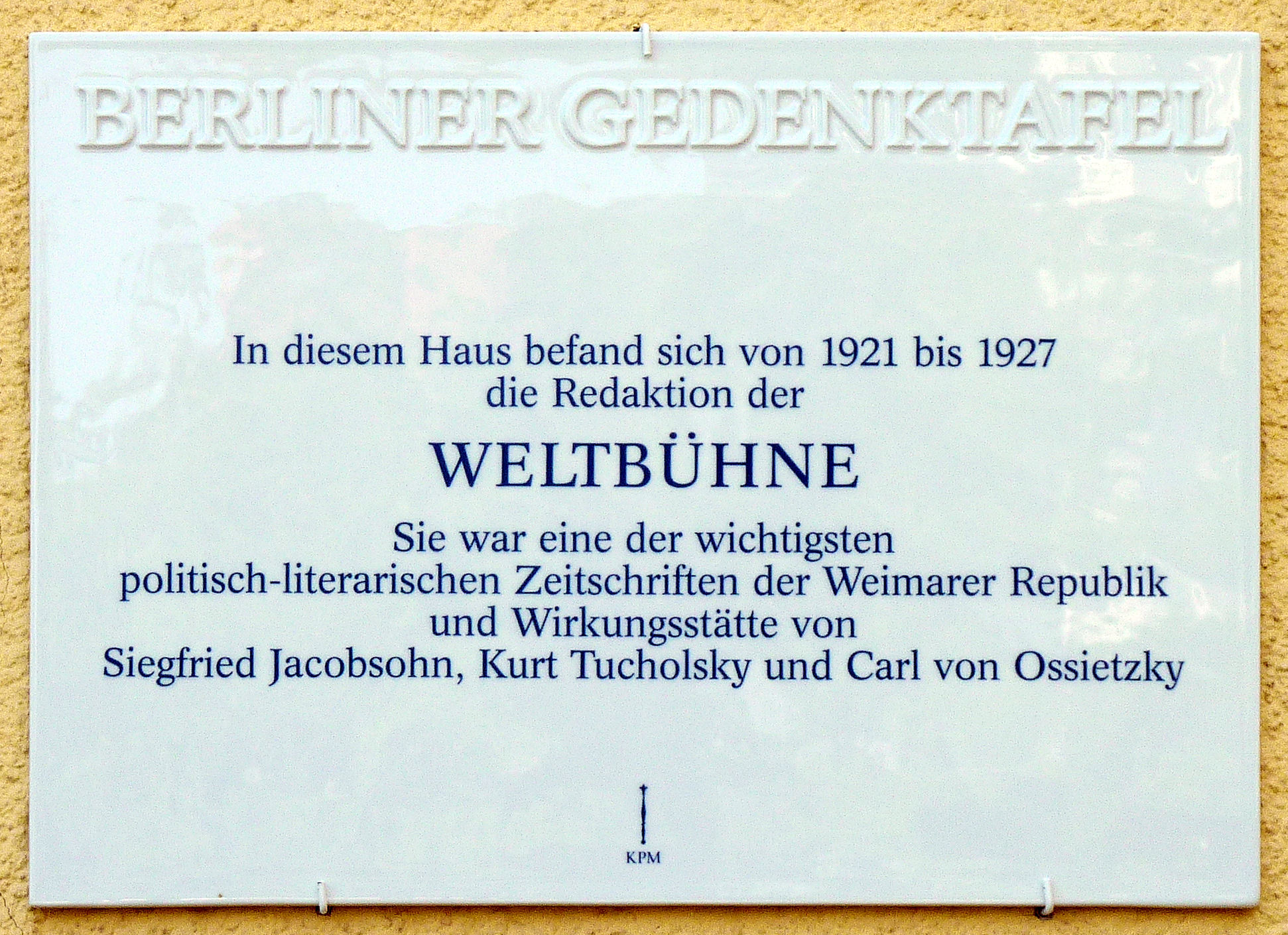
Gedenktafel am Haus Wundtstraße 65 in Berlin-Charlottenburg

Am 21. November 1918 veröffentlichte Jacobsohn das Programm des „Rates geistiger Arbeiter“, dem er selbst kurzzeitig angehörte, den er aber verließ, weil er sich nicht für einen „Debattierklub“ die Zeit für die Redaktionsarbeit stehlen lassen wollte. Schon bald beschäftigte sich die Weltbühne kritisch mit der Zusammenarbeit von Sozialdemokratie und dem alten Heer sowie der unzureichenden Säuberung von Justiz und Verwaltung von monarchistisch und antirepublikanisch eingestellten Beamten.
Im März 1919 wehrte sich Tucholsky in dem programmatischen Text „Wir Negativen“ gegen den Vorwurf, die neue Republik nicht positiv genug zu sehen:

„Wir können nicht zu einem Volk Ja sagen, das, noch heute, in einer Verfassung ist, die, wäre der Krieg zufälligerweise glücklich ausgegangen, das Schlimmste hätte befürchten lassen. Wir können nicht zu einem Land Ja sagen, das von Kollektivitäten besessen ist, und dem die Korporation weit über dem Individuum steht“

In den folgenden Jahren vertrat die Weltbühne einen strikt pazifistischen und antimilitaristischen Kurs, forderte eine harte Reaktion der Republik auf die zahlreichen politischen Morde und drängte auch während des Ruhrkampfes auf die Erfüllung der im Versailler Vertrag festgelegten Friedensbedingungen.

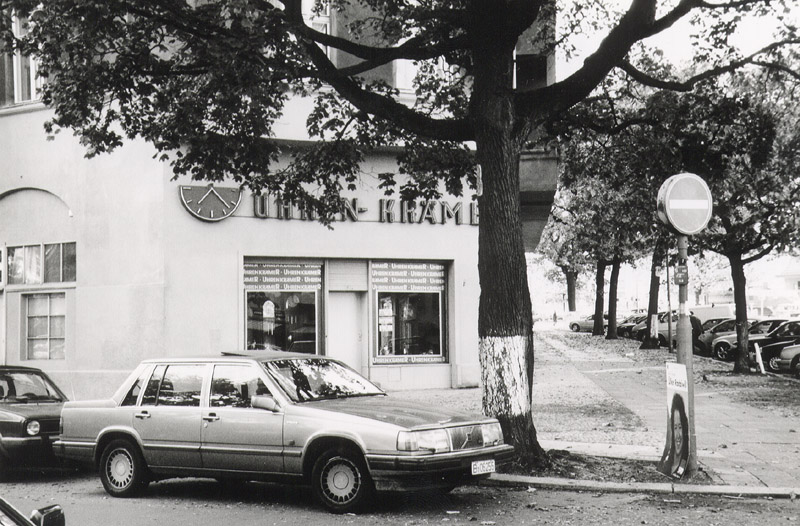
Redaktionssitz (1921–1927) am früheren Königsweg (Berlin-Grunewald), der heutigen Wundtstraße 65, Berlin-Charlottenburg, Foto 2001

Daher trat das Blatt auch entschieden für die Aussöhnung mit den Kriegsgegnern ein. Ein besonderes Verdienst der Weltbühne bestand darin, auf die Fememorde innerhalb der Schwarzen Reichswehr aufmerksam gemacht zu haben. Obwohl Jacobsohn wusste, dass er sich damit einer großen persönlichen Gefahr aussetzte, veröffentlichte er vom 18. August 1925 an entsprechende Aufzeichnungen des ehemaligen Freikorpsangehörigen Carl Mertens.
Wegweisend für die weitere Entwicklung der Zeitschrift war auch die Verpflichtung des politischen Publizisten Carl von Ossietzky, der vom April 1926 an als Redakteur und politischer Leitartikler von Jacobsohn beschäftigt wurde. Mit dem plötzlichen Tod Jacobsohns am 3. Dezember 1926 war der Fortbestand der Weltbühne, die damals eine Auflage von rund 12.500 Exemplaren hatte, jedoch in Frage gestellt.

### Kampf gegen den Nationalsozialismus: 1927 bis 1933
Nach dem Tod seines Mentors Jacobsohn gab Tucholsky zunächst sein Korrespondentendasein in Paris auf, kehrte zurück nach Berlin und wurde – wie er es spöttisch nannte – „Oberschriftleitungsherausgeber“ der Weltbühne. Jacobsohns Witwe Edith Jacobsohn übernahm 1927 die Leitung des Verlags. Es zeigte sich jedoch schon bald, dass Tucholsky die Position des Herausgebers nicht behagte. Daher übernahm Ossietzky im Mai 1927 die Redaktion und wurde ab Oktober 1927 offiziell als Herausgeber genannt, „unter der Mitarbeit von Kurt Tucholsky“, wie es bis 1933 auf dem Titelblatt hieß. Obwohl von Ossietzky vom Typus her ein völlig anderer Redakteur als Jacobsohn war, blieb die Kontinuität der Zeitschrift gewahrt. Aus den Briefen Tucholskys an seine Frau Mary Gerold geht jedoch hervor, dass dieser in den Jahren 1927 und 1928 alles andere als zufrieden mit der Arbeitsweise seines Nachfolgers „Oss“ war. Typische Briefpassagen lauteten: „Oss antwortet überhaupt nicht – geht auf nichts ein – und zwar sicherlich nicht aus Gemeinheit, sondern aus Faulheit“ (14. August 1927); „Oss ganz weit weg. Ich habe den lebhaften Eindruck, zu stören. Er mag mich nicht u. ich ihn nicht mehr. Behandelt mich um die entscheidende Nuance zu wenig respektvoll. Kriegt auf den Kopf“ (20. Januar 1928); „Oss ist ein aussichtsloser Fall – er weiß nicht einmal, wie langweilig er alles macht. Er ist faul und unfähig.“ (25. September 1929) Erst in den kommenden Jahren sollten sich die beiden Journalisten inhaltlich und persönlich näherkommen, sodass Tucholsky im Mai 1932 schließlich einräumte, Ossietzky habe dem Blatt einen „gewaltigen Auftrieb“ gegeben.

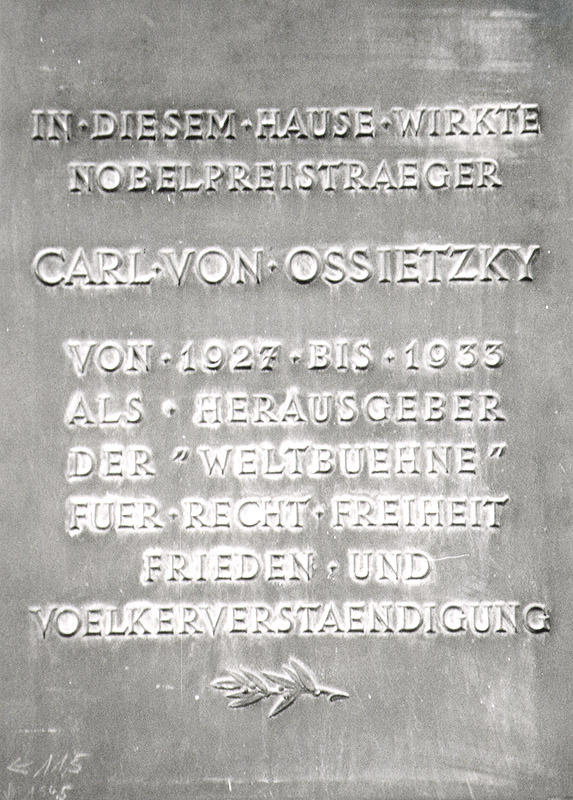
Gedenktafel am Redaktionssitz Kantstraße

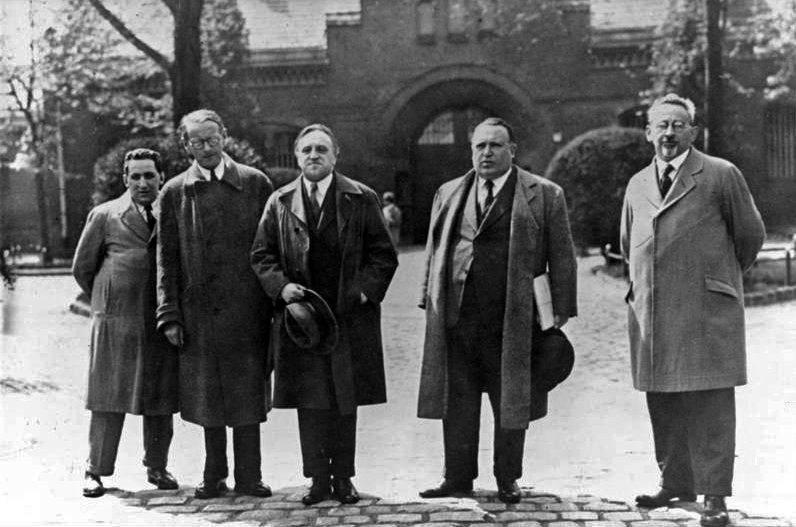
Vor der Strafanstalt in Berlin-Tegel (Mai 1932). V. l. n. r.: Kurt Großmann, Rudolf Olden, beide Deutsche Liga für Menschenrechte; Carl von Ossietzky, Alfred Apfel, Rechtsanwalt; Kurt Rosenfeld

Dieser Auftrieb schlug sich auch in der Auflage nieder, die Anfang der 1930er-Jahre mit 15.000 Exemplaren ihr Maximum erreichte. Von der Bedeutung der Weltbühne zeugen u. a. die Leserzirkel, die sich in zahlreichen deutschen Städten und selbst in Südamerika bildeten. Für Aufmerksamkeit auch über den Kreis der Leser hinaus sorgten die juristischen Auseinandersetzungen, die die Weltbühne aufgrund ihrer antimilitaristischen Aufklärungsarbeit fast permanent mit dem Reichswehrministerium führte. Höhepunkt dieser Konflikte war der sogenannte Weltbühne-Prozess um den Artikel „Windiges aus der deutschen Luftfahrt“ in der Weltbühne vom 12. März 1929, in dem es darum ging, dass die Reichswehr, offensichtlich unter Umgehung des Versailler Vertrages, den heimlichen Aufbau einer Luftwaffe betreibe – was sich schlussendlich als wahr herausstellte. Letztlich wurden Carl von Ossietzky und der Journalist Walter Kreiser am 23. November 1931 vom Reichsgericht nicht wegen Landesverrats nach § 92 Abs. 1 Ziffer 1 StGB (wie von der Staatsanwaltschaft gefordert), sondern wegen Verbrechen gegen § 1 Absatz 2 des Gesetzes gegen den Verrat militärischer Geheimnisse vom 3. Juni 1914 zu 18 Monaten Haft verurteilt.
Die internationale Presse griff, wie die New York Evening Post das Urteil scharf an.
Dem Kampf gegen die „Reise ins Dritte Reich“ (Tucholsky) galt gegen Ende der Weimarer Republik die volle Konzentration des Blattes, obgleich das kulturelle Leben nicht völlig ausgeblendet wurde. Allerdings hatte Tucholsky Anfang 1932 bereits resigniert und veröffentlichte nur noch sporadisch eigene Texte. Im Mai 1932 übernahm Hellmut von Gerlach vorübergehend die Leitung, da Ossietzky seine Haftstrafe absitzen musste. Während dieser Zeit fungierte der Journalist Walther Karsch als so genannter Sitzredakteur, war also verantwortlicher Redakteur im Sinne des Presserechts. Im Sommer wurde Ossietzky ebenfalls wegen des Tucholsky-Satzes „Soldaten sind Mörder“ angeklagt. Ein Gericht sprach den bereits Inhaftierten jedoch frei, der Weihnachten 1932 aufgrund einer Amnestie schließlich aus der Haft entlassen wurde.
Mit der Machtübernahme der Nationalsozialisten am 30. Januar 1933 war vorauszusehen, dass ein Verbot der Weltbühne erfolgen würde. In der Nacht des Reichstagsbrands vom 27. auf den 28. Februar 1933 wurden Ossietzky und weitere Mitarbeiter verhaftet. Nach der Flucht Hellmut von Gerlachs übernahm Walther Karsch auch die Funktion des Chefredakteurs der Weltbühne. Die für den 14. März geplante Ausgabe konnte zwar noch gedruckt, aber nicht mehr ausgeliefert werden. Die letzte Ausgabe der Weltbühne erschien somit am 7. März 1933 (Nr. 10) und endete mit der trotzigen Versicherung: „Denn der Geist setzt sich doch durch“.

## Nachfolge-Zeitschriften

### Die Neue Weltbühne
Die Weltbühne ging ins Exil. Schon am 29. September 1932 war in Wien ein Ableger des Blattes erschienen, die Wiener Weltbühne. Die Exilzeitschrift nannte sich Die neue Weltbühne. Für die Nummern 11–13 1933 (2. Jahrgang) schrieben bereits verschiedene Berliner Emigranten. Als Leiter der Wiener Dependance hatte der Journalist William S. Schlamm fungiert. Im Redaktionsvertrag zwischen Schlamm und Edith Jacobsohn war vorgesehen, dass Carl von Ossietzky im Falle einer Emigration auch die Redaktion des Exilblattes übernehmen würde. Doch dazu kam es nicht, denn Ossietzky wurde schon am 28. Februar 1933 verhaftet – noch vor dem Verbot der Zeitschrift am 6. März 1933.
Edith Jacobsohn gelang gemeinsam mit ihrem Sohn Peter die Flucht in die Schweiz. Von dort aus versuchte sie, weiterhin Einfluss auf die Zeitschrift zu nehmen, die nach der Entmachtung des österreichischen Parlaments durch Kanzler Engelbert Dollfuß ihren Redaktionssitz nach Prag hatte verlegen müssen. Da das Berliner Original inzwischen auch verboten worden war, änderte die Zeitschrift ihren Namen in Die Neue Weltbühne um. Zwischen 6. April 1933 (Nr. 14) und 31. August 1939 (Nr. 35) erschienen knapp 4000 Artikel. Redaktionsleiter wurde Schlamm. Schlamm machte seine Arbeit gut. Tucholsky lobte ihn in einem Brief an den Journalisten und Mitarbeiter der Neuen Weltbühne Heinz Pol ganz besonders, er halte die Artikel von Schlamm für „großartig“.
1934 wurde Schlamm die Leitung des Blattes aus der Hand genommen. Am 15. März 1934 erschien die erste Nummer der Zeitschrift mit einem Leitartikel von Hermann Budzislawski. Auf der vorletzten Seite wurde das Ausscheiden Schlamms und das Einstellen seiner Artikelarbeit für die Weltbühne festgestellt. Schlamm sprach von „Erpressung und einem gezielten Coup der Kommunisten“. Die Vorgänge um den Wechsel der Reaktion von Schlamm zu Budzislawski sind nach Ansicht des Historikers Alexander Gallus umstritten. Gallus hält Schlamms Vermutung für plausibel. Einerseits waren solche Übernahmen im Stalinschen Kommunismus nicht ungewöhnlich, andererseits hatte sich Schlamm unbeliebt gemacht, weil er sowohl die Kommunisten und die Sozialdemokraten wegen ihrer Rolle bei der Machtergreifung der Nationalsozialisten hart kritisiert hatte. Unter dem Einfluss des den Kommunisten nahestehenden Wirtschaftsjournalisten Budzislawski, der in Berlin sporadischer Mitarbeiter der Weltbühne gewesen war, ließ Jacobsohn es auf den Bruch mit Schlamm ankommen. Von März 1934 an übernahm Budzislawski die Redaktion in Prag. Zwar änderte er sogleich die politische Linie der Zeitschrift, doch die Auflage konnte er nicht wesentlich erhöhen. Dies lag auch daran, dass mit Österreich und bald auch dem Saargebiet wichtige Absatzgebiete der Exilzeitschriften verloren gingen. Daher sah Edith Jacobsohn sich im Juni 1934 gezwungen, Verlag und Titelrechte zu verkaufen.
Als Käufer traten der Physiker Albrecht Seidler-Stein (60 Prozent Anteile), der Rechtsanwalt Hans Nathan-Ludwig (31 Prozent) und der frühere Weltbühne-Mitarbeiter Heinz Pol (neun Prozent) auf. Im Juli 1935 verkaufte Nathan-Ludwig seine Anteile jedoch an die mit Budzislawski befreundete Helene Reichenbach, Tochter eines chinesischen Diplomaten und Geschäftsmannes. Pol gab seinen Anteil im November 1935 ebenfalls wieder ab, sodass Seidler-Stein schließlich zwei Drittel der Anteile, Reichenbach ein Drittel besaß. Da Seidler-Stein versuchte, Budzislawski durch einen anderen Redakteur zu ersetzen, wurde er von Budzislawski schließlich aus dem Verlag gedrängt. Obwohl Budzislawski über keine finanziellen Rücklagen verfügte, stimmte die in Moskau lebende Reichenbach im August 1936 einem Vertrag zu, der beiden zu gleichen Teilen das Eigentum am Verlag zusicherte. Unter diesen Bedingungen konnte die Zeitschrift noch rund drei Jahre existieren. Im Juni 1938 wechselte die Redaktion von Prag nach Paris, da Die neue Weltbühne in der Tschechoslowakei bereits mehrfach wegen Deutschland-kritischer Artikel konfisziert worden war. In Frankreich verboten die Behörden schließlich das Blatt ebenfalls, das am 31. August 1939 zum letzten Mal erscheinen konnte.
Budzislawski ist in der Vergangenheit häufig vorgeworfen worden, die Weltbühne lediglich als kommunistischer Agent übernommen zu haben, um sie im Sinne der KPD und der Kommunistischen Internationale weiterführen zu können. Neuere Forschungen unter Auswertung des Redaktionsarchivs gehen eher davon aus, dass Budzislawski aus Gründen der persönlichen Reputation und als entschiedener Hitler-Gegner die Leitung der Neuen Weltbühne übernehmen wollte. Dennoch bleibt festzuhalten, dass unter seiner Herausgeberschaft nach Moskau emigrierte deutsche Kommunisten wie Walter Ulbricht und Franz Dahlem ein Forum in dem Blatt fanden. Außerdem vermied es Budzislawski, über die so genannten Stalinschen Säuberungen zu berichten. Kurt Hiller, seit 1915 Mitarbeiter der Weltbühne, appellierte 1937 vergeblich an Budzislawski, die charakteristische Ausgewogenheit und Freizügigkeit der Zeitschrift wiederherzustellen (vgl. seine kritische Schrift Rote Ritter. Erlebnisse mit deutschen Kommunisten, Gelsenkirchen 1951).

### Die Weltbühne aus Ost-Berlin 1946 bis 1993

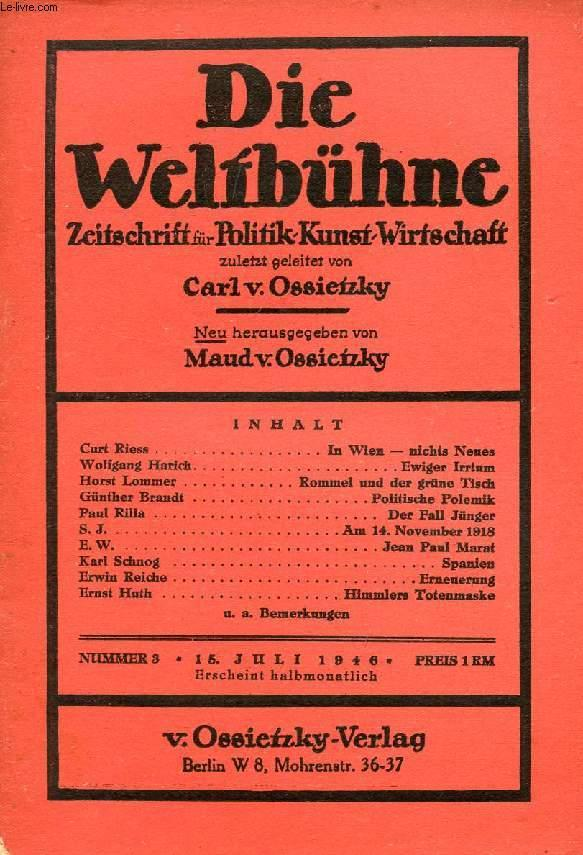
Die Weltbühne Ausgabe 15. Juli 1946

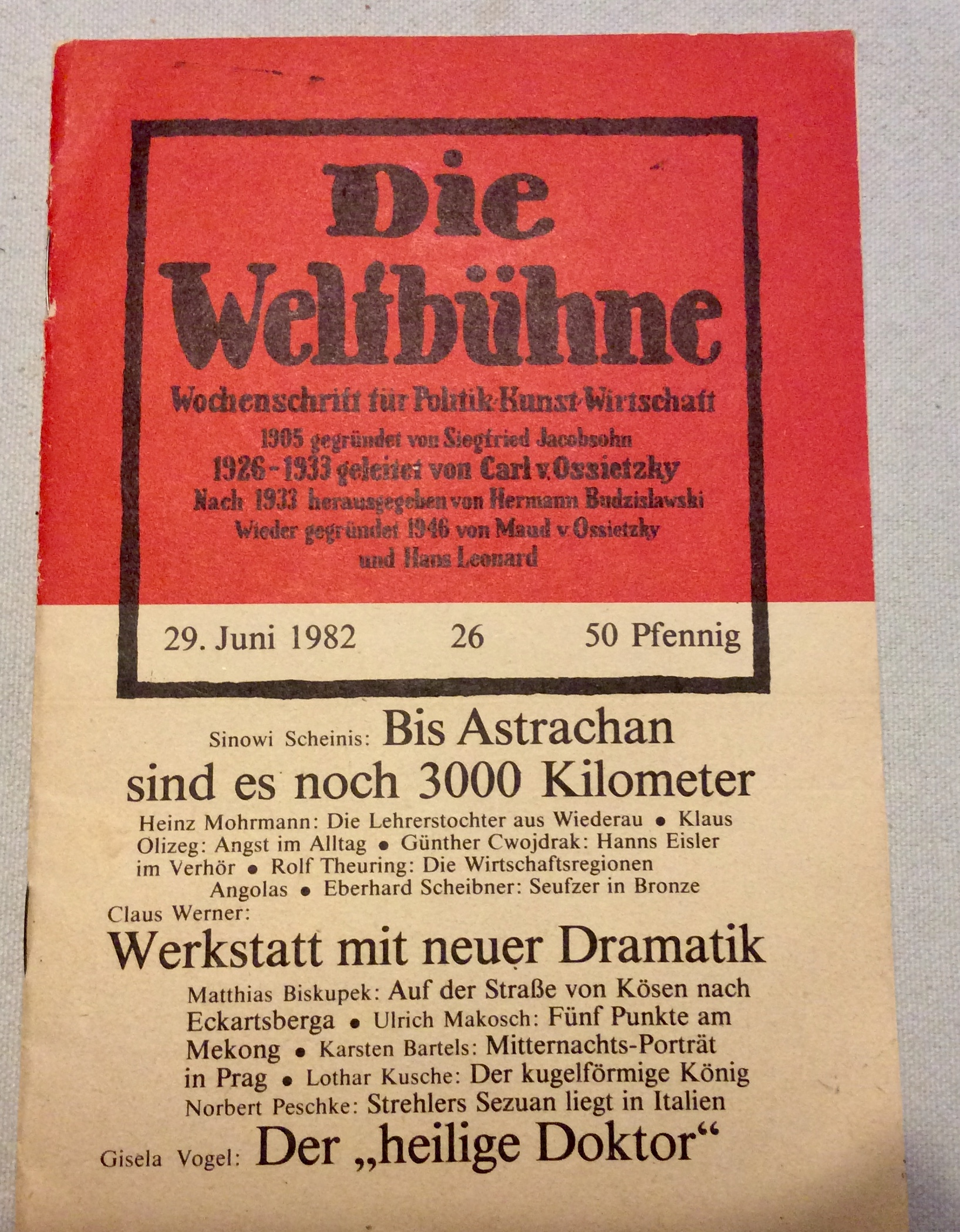
Die Weltbühne Ausgabe 1982

1946 wurde die Weltbühne von Maud von Ossietzky und Hans Leonhard wieder gegründet und im Verlag der Weltbühne, Ost-Berlin, herausgegeben.
Von den USA aus erhoben sowohl Peter Jacobsohn als auch Budzislawski Einspruch gegen die Neugründung.
In den Jahren nach dem Kriege fand die Zeitschrift auch in den westlichen Besatzungszonen viele Abnehmer. In den 1950ern und 1960ern wurde die Weltbühne daher als Brücke zu den intellektuellen Kreisen im Westen gesehen sowie als Möglichkeit betrachtet, diese Kreise zu beeinflussen. In einem Antrag auf die Neuausstellung einer Lizenzurkunde im Jahre 1962 hieß es daher:

„Besonders hervorzuheben ist, daß unter diesen Gründen die Beeinflussung der Intelligenzkreise im In- und Ausland, und speziell in Westdeutschland, als eine unserer Aufgaben angesehen und akzeptiert wurde. Der Unterzeichner dieses Antrags erhielt vom Zentralkomitee der Sozialistischen Einheitspartei Deutschlands bald nach der Währungsunion eine entsprechende Direktive.“

Im Zweifel entschied sich die Redaktion dabei für die aktuellen politischen Erfordernisse und gegen die Tradition der Zeitschrift, wie aus einer internen Charakteristik von Mitte der 1950er-Jahre hervorgeht:

„In der Vergangenheit – vor 1933 – hatte die Weltbühne, besonders unter der Leitung Carl v. Ossietzkys und Kurt Tucholskys, leider vorbehaltlos pazifistischen Tendenzen gehuldigt. Da unsere Wochenschrift den Namen „Weltbühne“ trägt und zusätzlich auch den Namen Carl v. Ossietzkys führt, gilt es, den Nimbus dieser Namen und die Tradition der Weltbühne den eingangs skizzierten fortschrittlichen Bestrebungen von heute weitestgehend nutzbar zu machen ohne in den vorbehaltlosen Pazifismus abzugleiten: Die Weltbühne von 1954 unterstützt die Politik der Deutschen Demokratischen Republik, das heißt, daß sie selbstverständlich und konsequent die Bestrebungen der Sozialistischen Einheitspartei Deutschlands vertritt, ohne etwa nach außen hin als Parteiorgan erkennbar zu werden.“

„Kam die Weltbühne immer etwas intellektueller daher als andere DDR-Zeitschriften, so war sie doch im Grunde linientreu“, lautet das Resümee von Petra Kabus. Allerdings erreichte die Auflage mit 170.000 Exemplaren eine Größenordnung, die diejenige der Original-Weltbühne um mehr als das Zehnfache überstieg.
Von 1967 bis 1971 fungierte Budzislawski wieder als Herausgeber und Chefredakteur der Weltbühne. Von Dezember 1989 bis zur Einstellung des Blattes im Juli 1993 übernahm Helmut Reinhardt diese beiden Aufgaben. Die Zeitschrift musste auch deswegen eingestellt werden, weil Peter Jacobsohn nach der Wiedervereinigung die Rechte an dem Zeitschriftentitel geltend machte. Einen ersten Prozess vor dem Landgericht Frankfurt am Main verlor Jacobsohn jedoch. Der zwischenzeitliche Eigentümer des Verlages, Bernd F. Lunkewitz, versuchte sich im anschließenden Berufungsverfahren vor dem Oberlandesgericht Frankfurt am Main außergerichtlich mit Jacobsohn zu einigen. Da diese Einigung misslang, stellte er die hochdefizitär gewordene Zeitschrift am 6. Juli 1993 ein. Seine Begründung:

„Mit Herrn Peter Jacobsohn, Erbe des Verlagsgründers, will ich mich jedoch nicht streiten. Er war in Deutschland rassisch verfolgt, enteignet und musste emigrieren. Um das Unternehmen zu retten, hatte ich es ihm für 1 DM zum Kauf angeboten. Das hat er abgelehnt. Danach habe ich einen Vergleich vorgeschlagen, der die moralisch saubere Lösung der Ansprüche Herrn Jacobsohns und die Interessen der Leser und Mitarbeiter der Zeitschrift vereinbaren sollte. (…) Er hat sich entschieden, nicht den Verlag, sondern lediglich die Titelrechte an sich zu nehmen, daher kann die Zeitschrift nicht mehr erscheinen.“

Der Verlag der Weltbühne hatte als Vorleistung für den Vergleich die Ansprüche Jacobsohns voll anerkannt, was nicht mehr rückgängig gemacht wurde. Herausgeber Helmut Reinhardt war bis zuletzt davon ausgegangen, dass der Prozess vor dem Oberlandesgericht gewonnen werden würde. Die Redaktion des Blattes zeigte sich von dem eigenmächtigen Vorgehen Lunkewitz' daher völlig überrascht und fügte dessen Erklärung eine eigene Stellungnahme hinzu:

„Das Ensemble der Weltbühne steht fassungslos an der Rampe, zieht den Hut, verbeugt sich vor dem treuen Publikum und läßt erklären: Zu diesem bösen Spiel fällt uns nichts mehr ein!“

Durch die Anerkenntnis des Klagebegehrens wurde juristisch nie geklärt, ob die Titelrechte tatsächlich den Jacobsohn-Erben zugestanden hätten. Zwar sicherte sich Jacobsohn zwischenzeitlich die Titelrechte, jedoch wurden diese anschließend nie genutzt. Dies ist mit einer Sicherung von Markenrechten nicht dauerhaft vereinbar (siehe: Schutzdauer im Markenrecht)
Lunkewitz verkaufte im August 1993 schließlich den Verlag samt Abonnentenkartei an Peter Großhaus, der damals auch die frühere FDJ-Zeitung Junge Welt verlegte. Im Dezember 1993 wechselte der Verlag ein weiteres Mal den Besitzer und wurde in Webe Verlag und Beteiligungsgesellschaft umbenannt. Drei Jahre später, im November 1996, kaufte Titanic-Verleger Erik Weihönig den Verlag. Am 29. November 2001 wurde die Webe schließlich aus dem Handelsregister gelöscht.

### Zwei Wiederbelebungsversuche 1997
1997 wurden sowohl in Berlin als auch in Hannover Wiederbelebungsversuche unternommen. Beide Autorengruppen scheuten eine juristische Auseinandersetzung um das Recht an dem Namen Weltbühne. Nicht nur Peter Jacobsohn, sondern auch die neuen Besitzer des früheren Weltbühne-Verlages wollten die Verwendung des Namens unterbinden. Das Projekt aus Hannover wurde daher Ossietzky genannt und erscheint im gleichnamigen Verlag. Das Ost-Berliner Zwillingsblatt legte sich den redaktionsinternen Spitznamen der Original-Weltbühne Das Blättchen zu und wurde bis September 2009 als gedruckte Ausgabe von einem Zirkel um Jörn Schütrumpf herausgegeben. Seit 2010 erscheint Das Blättchen als reine Online-Zeitschrift.

### Neuausgabe 2025
Der Unternehmer Holger Friedrich verantwortete verlegerisch am 20. Mai 2025 die von Thomas Fasbender und Behzad Karim Khani herausgegebene neue Ausgabe der Weltbühne. Das Heft enthält Beiträge von Deborah Feldman, Michael Andrick, Marko Demantowsky und Daniel-Pascal Zorn. In Anlehnung an das Original sind Antimilitarismus, Gerechtigkeit sowie Widerstand gegen Obrigkeitsstaat und Untertanengeist die bestimmenden Themen. Holger Friedrich sieht selbst allerdings eher Anknüpfungspunkte bei der DDR-Ausgabe der Weltbühne.
Der Historiker Ilko-Sascha Kowalczuk bewertete die Neuauflage als Teil von Friedrichs Programm, russische Propaganda auf eine intelligentere Weise zu verbreiten und die DDR-Vergangenheit zu beschönigen. Laut Frédéric Valin (nd) ist die Zeitschrift ein „Pamphlet ohne analytische Schärfe“. Siegfried Jacobsohns Enkel Nicholas Jacobsohn sieht sich durch die Neugründung enteignet und geht mit publizistischen und juristischen Mitteln dagegen vor. Über den Rechtsstreit um die Marke „Die Weltbühne“, deren Löschung Friedrich betreibt, weil sie über einen langen Zeitraum hinweg nicht genutzt worden sei, was Jacobsohn bestreitet, berichtete auch Der Spiegel. Jacobsohn wendet sich gegen den Missbrauch des Titels der „Weltbühne“ für Propaganda-Zwecke. In der ersten Ausgabe der Zeitschrift warf Deborah Feldman dem Chefredakteur der Jüdischen Allgemeinen Philipp Peyman Engel nachweislich zu Unrecht vor, nicht jüdisch zu sein, was weithin kritisiert wurde.
Die Auflage des ersten Hefts liegt bei 25.000 Exemplaren.

## Rezeption und Wirkung
Dass die Weltbühne trotz ihrer geringen Auflage eine so große Wirkung entfalten konnte, lässt sich wohl nur mit der Person Siegfried Jacobsohns begründen. Über einen Zeitraum von zwei Jahrzehnten war es ihm gelungen, wichtige Vertreter der intellektuellen Linken an sein Blatt zu binden und eine gleich bleibend hohe Qualität der Texte zu gewährleisten. „Der Mann war der idealste Redakteur, den unsre Generation gesehen hat“, schrieb Tucholsky nach dem überraschenden Tod Jacobsohns im Dezember 1926. Im Unterschied zu Karl Kraus’ Fackel und Maximilian Hardens Zukunft dominierten in der Weltbühne jedoch von Anfang an nicht die Texte des Herausgebers. Jacobsohn sah sich stets als der „Regisseur einer gedruckten Bühne“, wie er im Mai 1905 in einem Brief geschrieben hatte.
Die geringe Auflage steht nicht im Widerspruch zur, sondern kann eher als Begründung für die besondere Stellung der Weltbühne herhalten. Denn im Gegensatz zu größeren Blättern musste Jacobsohn weder auf Verlags-, Partei- noch Anzeigeninteressen Rücksicht nehmen. Auch um die Ansprüche seiner Leser scherte sich Jacobsohn wenig. „Sie haben nur ein Recht: mein Blatt nicht zu lesen“, zitierte Tucholsky mehrfach das Credo seines Mentors. Charakteristisch dafür war eine Antwort, die Jacobsohn einem Leser gegen Ende des Ersten Weltkrieges gab:

„Leisetreter. Sie beklagen sich über den Ton meines Blattes? Da weiß ich Ihnen ein sicheres Mittel: befreien Sie mich von Ihrem Lesertum, und das schnellstens. (…) Aber sollte die Schweinerei je zu Ende sein, und sollte ich dieses Ende erleben, so wird hier ein Ton gepfiffen werden, ein Tönchen, daß Euch Hören und Sehen vergeht.“

Diese Unabhängigkeit war auch ein Grund dafür, dass ein Autor wie Tucholsky trotz des nicht gerade üppigen Honorars immer wieder zur Weltbühne zurückkehrte und dort Texte veröffentlichte, die er in bürgerlichen Blättern wie der Vossischen Zeitung oder dem Berliner Tageblatt nicht unterbringen konnte. Ein Resultat der Radikalität waren Vorwürfe, die sich das Blatt schon Anfang 1919 gefallen lassen musste und die Tucholsky damals wie folgt zusammenfasste:

„Es wird uns Mitarbeitern der ‚Weltbühne‘ der Vorwurf gemacht, wir sagten zu allem Nein und seien nicht positiv genug. Wir lehnten ab und kritisierten nur und beschmutzten gar das eigene deutsche Nest. Und bekämpften – und das sei das Schlimmste – Haß mit Haß, Gewalt mit Gewalt, Faust mit Faust.“

Der Hintergrund dieser Kritik lag wohl darin, dass sich die Weltbühne in der Weimarer Republik von Beginn an nicht auf eine bestimmte parteipolitische Position festlegen ließ und bei keiner Partei ihre Vorstellungen von einem demokratischen und sozialen Deutschland verwirklicht sah. Vor allem die SPD musste sich bis zum Ende der Weimarer Republik vorhalten lassen, die Ideale der Novemberrevolution verraten und nicht energisch genug mit den Traditionen des Kaiserreiches gebrochen zu haben.
Die Radikalität und Offenheit der Weltbühne-Positionen waren jedoch gleichzeitig ein Grund dafür, dass sie innerhalb von Journalismus und Politik sehr aufmerksam wahrgenommen wurden. Diese Leserschicht des Blattes erfüllte somit eine Multiplikatorenfunktion und sorgte dafür, dass die Weltbühne-Positionen in anderen Blättern Verbreitung fanden, wenn auch häufig verkürzt und verfälscht. „Die ‚Weltbühne‘ hat immer zwei gewichtige Gegenpole gehabt: die Parteien und die große Presse“, heißt es bei Tucholsky in „Fünfundzwanzig Jahre“.
Charakteristisch für Rezeption und Wirkung der Weltbühne sowie Ton und Inhalt der damaligen Debatten ist folgende Antwort, die die Kritik eines sozialdemokratischen Blattes an der Weltbühne wiedergibt:

„Volksblatt für Halle. Du hast dich über uns geärgert und schreibst nun: „In der ‚Weltbühne‘, die sich „Wochenschrift für Politik, Kunst, Wirtschaft“ nennt polemisiert ein gewisser Carl von Ossietzky gegen den Kieler Parteitag. Er sieht sich zwar zur Behauptung gezwungen, daß die Partei nicht zu erschüttern sei, dafür nennt er sie jedoch aus Rache ungeistig. Wenn wir auch das individualistisch-anarchistische Kaffeehaus-Literatentum, das sich in dieser Zeitschrift breitmacht, nicht für Politik nehmen, so ist es doch von Wichtigkeit, gelegentlich auf die infolge erstaunlicher geistiger Zuchtlosigkeit sich dort breitmachenden Anwürfe gegen alle und alles aufmerksam zu machen, da das Blatt merkwürdigerweise auch hier und dort im Kreis Organisierter gelesen wird. Der demokratische Reichstagsabgeordnete Erkelenz charakterisierte „Die Weltbühne“ kürzlich einmal sehr richtig, indem er schrieb: Was für Männer in Deutschland auch immer zu irgendeiner Zeit herrschen mögen, in kürzester Frist werden sie insgesamt, ohne Unterschied der Partei, von der „Weltbühne“ so madig gemacht sein, daß kein Hund ein Stück Brot von ihnen nimmt. Das zur Einleitung des nachstehenden Artikels.“ Der nachstehende Artikel aber beginnt: „Die Sozialdemokraten als die größte geistige Strömung der heutigen Zeit …“ Da kann man nix machen.“

Trotz dieser Dauerkritik an der SPD war der Weltbühne stets klar, dass die wahren Feinde der Republik auf der anderen Seite des politischen Spektrums zu suchen waren. In einem Gedicht Tucholskys hieß es Ende 1919:

„Nun steh ich auf. Ich weiß Bescheid:
Nach jener winzigen, großen Zeit
sei dies der Wahrspruch des Geschlechts:
Der Feind steht rechts! Der Feind steht rechts!“

Das Blatt scheute daher nicht davor zurück, aus Protest gegen die judenfeindliche Politik der Kahr-Regierung die Leser dazu aufzufordern, ihren Urlaub nicht mehr in Bayern zu verbringen. Die Kampagne „Reisende, meidet Bayern!“ schlug hohe Wellen., wie die folgende, von extremem Antisemitismus geprägte Reaktion seines satirischen Vorbilds in einem Leitartikel zeigt:

„Reisende, meidet Bayern! Das ist die Aufschrift von einem Schmotzes, was geschrieben hat der Chaim Wrobel, alias Teiteles Tucholsky, alias Isak Achselduft, in der „Weltbühne“ in der Spreestadt Berlin. Er ist, wie alle Neu-Berliner, aus Krotoschin in Galizien, wo man mit der linken Hand den Hintern kratzt und mit der rechten Hand in der Nos bohrt. (…) In Berlin darf der Teiteles ruhig schreiben, daß die „Kahr-Regierung lächerlich ist“, wenn er aber zu uns herunterkommt und so was sagt, kriegt er altbayerische Fotzen, daß ihm der gehamsterte Schlagrahm zu lauter Butter gerührt wird. Das ist ein Geheimnis, was wir dem Teiteles verraten.“

Die Weltbühne wurde von Vertretern der radikalen politischen Rechten aber nicht nur aufmerksam verfolgt und angegriffen, sondern wegen ihrer Konzeption und ihres sprachlichen Niveaus auch bewundert. So schrieb der Nationalist Franz Schauwecker im Januar 1926 an Ernst Jünger:

„Kennen Sie die ‚Weltbühne‘ nicht? U. das sehr ähnliche ‚Tagebuch‘? Dann rate ich Ihnen doch d r i n g e n d, diese beiden kleinen, vorzüglich geleiteten Wochenschriften der Linksdemokratie zu lesen. Dringend!“

Tatsächlich scheint die Weltbühne für einige nationalistische Blätter ein Vorbild abgegeben zu haben.
Der jungkonservative Publizist Heinrich von Gleichen-Rußwurm verband seine Kritik an der Haltung der Weltbühne mit einer scharfen Missbilligung antisemitischer Pöbeleien:

„Wir lehnen es ab, die von uns bekämpften Autoren als Juden zu diffamieren. Wir lehnen das nicht nur deswegen ab, weil wir die antisemitische Hetze als moralisch unsauber und politisch unklug verwerfen. Vielmehr glauben wir, den rassischen Einwand gegen die Autoren der ‚Weltbühne‘ schon deswegen nicht erheben zu dürfen, weil ganz offenkundig ist, daß ihr Standpunkt, jenseits aller Rassenkämpfe gewählt, auch von Angehörigen aller Rassen eingenommen wird, ein Standpunkt außerhalb jeder Verantwortung ist und gerade diese Verantwortungslosigkeit, welche übrigens das Judentum seinen Rassenangehörigen nie verzeiht, auch das Objekt unserer Kritik ist. Dazu kommt, daß uns die Autoren der ‚Weltbühne‘ die leichtere Möglichkeit versagen, welche die zweite Garnitur dieses Geschlechts bietet, nämlich die Möglichkeit, sie zu erledigen durch den Hinweis auf ihr sprachliches Unvermögen, kurz auf ihr 'Gemauschel'; die Peter Panter, Theobald Tiger – alias Kurt Tucholsky – aber auch die Weinert und Kaminski mauscheln höchstens in Aufregung; sonst schreiben sie ein Deutsch, das wir den nationalsozialistischen Pressechefs und Studienräten mit der Fakultas für Germanistik wünschen möchten.“

Die weiter oben zitierte Beurteilung durch den Reichstagsabgeordneten Anton Erkelenz findet sich in ähnlicher Form auch Texten wieder, die sich aus historischer Perspektive mit der Weltbühne befassen. So kritisierte Rudolf Augstein die überzogenen Ansprüche des Blattes an die Politiker:

„In ihrem gedanklichen und formalästhetischen Bereich waren die Protagonisten der „Weltbühne“ Persönlichkeiten, dies zweifellos. Aber das verführte sie zu einer überzogenen Persönlichkeitssuche im politischen Raum, wo die Tatsachen bekanntlich nicht aus ätherischem Stoff sind. Ein regierender Sozialdemokrat hatte allemal den Vorzug, als Persönlichkeit glatt durchzufallen. Er hieß dann etwa „Füllfederhalterbesitzer Hermann Müller“.“

Allerdings lässt sich der Weltbühne nicht vorwerfen, sie habe von einer rein idealistischen und ästhetischen Warte aus agiert, ohne sich um die Aufdeckung konkreter Missstände zu kümmern. So ging Jacobsohn ein hohes persönliches Risiko ein, als er 1925 die Berichte über Fememorde innerhalb der Vaterländischen Verbände veröffentlichte. Nach Angaben Ossietzkys soll Jacobsohn darin auch seine wichtigste journalistische Leistung gesehen haben: „Und wenn ich nichts getan hätte als die Aufdeckung der Fememorde, so wäre mir das genug …“ Auch die Reaktion der Reichsregierung auf die Enthüllungen, die zum Weltbühne-Prozess führten, zeigten sehr deutlich, dass bereits 1929 nur noch wenig von dem Staat übrig war, den die Weltbühne hätte verteidigen wollen.
Und wie eine vorweggenommene Antwort auf die Kritiker der Nachkriegszeit liest sich eine Stelle aus einem Brief Tucholskys an Walter Hasenclever vom 17. Mai 1933:

„Ich werde nun langsam größenwahnsinnig – wenn ich zu lesen bekomme, wie ich Deutschland ruiniert habe. Seit zwanzig Jahren aber hat mich immer dasselbe geschmerzt: daß ich auch nicht einen Schutzmann von seinem Posten habe wegbekommen können.“

## Urteile über dieWeltbühne
„Die ‚Weltbühne‘ ist eine Tribüne, in der die gesamte deutsche Linke in des Wortes weitester Bedeutung zu Wort kommt; wir verlangen von unseren Mitarbeitern Klarheit, persönliche Sauberkeit und guten Stil. Ob dieser Grundsatz richtig ist oder nicht, ist eine andere Frage; so habe ich das Blatt von meinem verstorbenen Lehrmeister Siegfried Jacobsohn übernommen und so habe ich es an Carl von Ossietzky weitergegeben, der keinen Finger breit von dieser Richtung abgewichen ist. Die ‚Weltbühne‘ verzichtet bewußt auf ein starres Dogma; bei uns wird diskutiert.“

„Die ‚Weltbühne‘ hat in langen Jahren für deutsche Angelegenheiten oft die schärfsten und schroffsten Formulierungen gefunden. Sie hat dafür von rechts den Vorwurf der Verräterei, von links den des verantwortungslos krittelnden Ästhetentums einstecken müssen. Die ‚Weltbühne‘ wird auch weiterhin das sagen, was sie für nötig befindet; sie wird so unabhängig bleiben wie bisher, sie wird so höflich oder frech sein, wie der jeweilige Gegenstand es erfordert. Sie wird auch in diesem unter dem Elefantentritt des Fascismus zitternden Lande den Mut zur eignen Meinung behalten.“

„Die linksradikalen Publizisten vom Schlage der Kästner, Mehring oder Tucholsky sind die proletarische Mimikry des zerfallenen Bürgertums. Ihre Funktion ist, politisch betrachtet, nicht Parteien sondern Cliquen, literarisch betrachtet, nicht Schulen sondern Moden, ökonomisch betrachtet, nicht Produzenten sondern Agenten hervorzubringen. Und zwar ist diese linke Intelligenz seit fünfzehn Jahren ununterbrochen Agent aller geistigen Konjunkturen, vom Aktivismus über den Expressionismus bis hin zur Neuen Sachlichkeit gewesen. Ihre politische Bedeutung aber erschöpfte sich mit der Umsetzung revolutionärer Reflexe, soweit sie am Bürgertum auftraten, in Gegenstände der Zerstreuung, des Amüsements, die sich dem Konsum zuführen ließen.“

„Gegen die ‚Weltbühne‘ und gerade gegen Tucholsky hat die NSDAP von Beginn an Tag für Tag einen Kampf geführt. Tucholsky war ein Gleichnis für die gesamte jüdische Schamlosigkeit und Frechheit der Novemberrepublik.“

„Die Traditionslosigkeit vieler subjektiv überzeugter Demokraten zeigt sich darin, daß sie ihrerseits diesen angeblich ausschließlich ‚westlichen‘ Charakter der Demokratie zur Grundlage ihrer Propaganda machten, ihr Antideutschtum, ihre Begeisterung für die westliche Demokratie taktlos und untaktisch in den Vordergrund stellten und damit der Reaktion in ihrer antidemokratischen Legendenbildung ungewollt eine Hilfe leisteten. (Am deutlichsten ist diese Ideologie im Kreis der damaligen Weltbühne sichtbar.)“

„Zu den Totengräbern der Weimarer Republik, da hilft kein Vertun, muß auch die ‚Weltbühne‘ rechnen (…). Die Metapher ‚Totengräber‘, so wie sie auch heute noch im Schwange ist, bedarf aber der Korrektur. In den seltensten Fällen sind es ja die Totengräber, die einen Leichnam zu Tode bringen. Vielmehr, sie tun den Leichnam, den bereits toten, unter die Erde. (…)
Die ‚Weltbühne‘ als die für den Weimarer Staat typischste periodische Hervorbringung zu bezeichnen, trage ich keine Bedenken, auch wenn von dieser Wochenschrift nie mehr als 15.000 Exemplare gedruckt worden sind.“

„Auch radikale publizistische Kritik muß jede Demokratie vertragen können. Aber die Verantwortungsethik demokratischer Journalisten darf sie die Grenze zur prinzipiellen Staatsfeindlichkeit nicht überschreiten lassen. Auf seine Art hat Carl v. Ossietzky mit der Weltbühne jedoch dazu beigetragen, die tief angeschlagene Republik noch weiter zu schwächen, ja durch seine von links aus geübte Kritik, ohne Pardon zu geben, aktiv zu diskreditieren. Von der linken Weltbühne ging, mochte v. Ossietzky auch glauben, stets für die Republik zu kämpfen, schließlich eine tendenziell destruierende Wirkung aus (…).“

## Redaktionelle Daten
Die Schaubühne erschien zunächst in der Schaubühne GmbH, die am 1. August 1905 eigens zu diesem Zweck ins Leben gerufen worden war. Im Januar 1906 übernahm der neu gegründete Verlag Oesterheld & Co. die Zeitschrift. Vom 1. Januar 1909 bis zum 1. Oktober 1912 kam die Schaubühne im Verlag Erich Reiß heraus. Danach erschien die Zeitschrift bis zu ihrem Verbot 1933 in Jacobsohns Verlag der Schaubühne (1918 in Verlag der Weltbühne umgewandelt). Die finanzielle Situation der Zeitschrift war bis Mitte der zwanziger Jahre eher prekär. Außerdem entstanden Jacobsohn durch erfolglose Buchausgaben von Texten seiner Autoren hohe Verluste, die er durch die Einnahmen aus seiner Zeitschrift decken musste.
Die Schau- und Weltbühne verzichteten fast völlig auf Fotografien und Illustrationen. Lediglich in einigen Ausgaben der Schaubühne finden sich Darstellungen von Bühnentechnik. Die Inserate in der Weltbühne beschränkten sich vorwiegend auf Anzeigen von Büchern. In einer Ausgabe von 1930, die 36 redaktionelle Seiten umfasst, finden sich zwölf Seiten Buchinserate und eine Seite mit Kleinanzeigen.
| Jahr | Herausgeber/Chefredakteur | Auflage              | Redaktionssitz (Berlin)                     | Umfang (redaktionell) | Preis pro Heft           |
| ---- | --- | -------------------- | ------------------------------------------- | --------------------- | ------------------------ |
| 1905 | Siegfried Jacobsohn | 1.200                | Hollmannstr. 10                             | ca. 26 Seiten         | 20 Pf.                   |
| 1906 | Siegfried Jacobsohn | 1.200                | ab 1. Februar 1906: Lietzenburger Straße 60 | ca. 26 Seiten         | 20 bis 50 Pf.            |
| 1907 | Siegfried Jacobsohn | 1.200                | ab 1. Februar 1906: Lietzenburger Straße 60 | ca. 26 Seiten         | 20 bis 50 Pf.            |
| 1908 | Siegfried Jacobsohn | 1.200                | ab 1. Februar 1906: Lietzenburger Straße 60 | ca. 26 Seiten         | 20 bis 50 Pf.            |
| 1909 | Siegfried Jacobsohn | 1.200                | ab 1. Februar 1906: Lietzenburger Straße 60 | ca. 26 Seiten         | 20 bis 50 Pf.            |
| 1910 | Siegfried Jacobsohn | 1.200                | ab 1. Februar 1906: Lietzenburger Straße 60 | ca. 26 Seiten         | 20 bis 50 Pf.            |
| 1911 | Siegfried Jacobsohn | 1.200                | ab 1. Februar 1906: Lietzenburger Straße 60 | ca. 26 Seiten         | 20 bis 50 Pf.            |
| 1912 | Siegfried Jacobsohn | 1.200                | ab 1. Oktober 1912: Dernburgstr. 25         | ca. 26 Seiten         | 20 bis 50 Pf.            |
| 1913 | Siegfried Jacobsohn | 1.200                | ab 1. Oktober 1912: Dernburgstr. 25         | ca. 26 Seiten         | 50 Pf.                   |
| 1914 | Siegfried Jacobsohn | 1.200                | ab 1. Oktober 1912: Dernburgstr. 25         | ca. 26 Seiten         | 50 Pf.                   |
| 1915 | Siegfried Jacobsohn | 1.200                | ab 1. Oktober 1912: Dernburgstr. 25         | ca. 26 Seiten         | 50 Pf.                   |
| 1916 | Siegfried Jacobsohn | 1.200                | ab 1. Oktober 1912: Dernburgstr. 25         | ca. 26 Seiten         | 50 Pf.                   |
| 1917 | Siegfried Jacobsohn | 1.200                | ab 1. Oktober 1912: Dernburgstr. 25         | ca. 26 Seiten         | 50 Pf.                   |
| 1918 | Siegfried Jacobsohn | 1.200                | ab 1. Oktober 1912: Dernburgstr. 25         | ca. 26 Seiten         | 60 Pf.                   |
| 1919 | Siegfried Jacobsohn | 1.200 bis ca. 8.000  | ab 1. Oktober 1912: Dernburgstr. 25         | ca. 26 Seiten         | 1 M                      |
| 1920 | Siegfried Jacobsohn | 1.200 bis ca. 8.000  | ab 1. Oktober 1912: Dernburgstr. 25         | ca. 30 Seiten         | 1,50 M                   |
| 1921 | Siegfried Jacobsohn | 1.200 bis ca. 8.000  | ab März 1921: Königsweg 33                  | ca. 30 Seiten         | 2,50 M                   |
| 1922 | Siegfried Jacobsohn | 1.200 bis ca. 8.000  | ab März 1921: Königsweg 33                  | ca. 30 Seiten         | 4 M bis 50 M             |
| 1923 | Siegfried Jacobsohn | 1.200 bis ca. 8.000  | ab März 1921: Königsweg 33                  | ca. 30 Seiten         | 150 M bis 350 Mrd. M     |
| 1924 | Siegfried Jacobsohn | 1.200 bis ca. 8.000  | ab März 1921: Königsweg 33                  | ca. 36 Seiten         | 0,35 bis 0,50 Rentenmark |
| 1925 | Siegfried Jacobsohn | ca. 9.000 bis 12.000 | ab März 1921: Königsweg 33                  | ca. 36 Seiten         | 0,50 RM                  |
| 1926 | ab 3.12.: Kurt Tucholsky ViSdP i. V.: Carl von Ossietzky                                                                            | 12.600               | ab März 1921: Königsweg 33                  | ca. 36 Seiten         | 0,60 RM                  |
| 1927 | ab 25. Januar 1927: ViSdP: Carl von Ossietzky ab 11. Oktober 1927: „Unter Mitarbeit Kurt Tucholskys geleitet von Carl v. Ossietzky“ | ca. 15.000           | ab April 1927: Kantstraße 152               | ca. 36 Seiten         | 0,60 RM                  |
| 1928 | ab 25. Januar 1927: ViSdP: Carl von Ossietzky ab 11. Oktober 1927: „Unter Mitarbeit Kurt Tucholskys geleitet von Carl v. Ossietzky“ | ca. 15.000           | ab April 1927: Kantstraße 152               | ca. 36 Seiten         | 0,60 RM                  |
| 1929 | ab 25. Januar 1927: ViSdP: Carl von Ossietzky ab 11. Oktober 1927: „Unter Mitarbeit Kurt Tucholskys geleitet von Carl v. Ossietzky“ | ca. 15.000           | ab April 1927: Kantstraße 152               | ca. 36 Seiten         | 0,60 RM                  |
| 1930 | ab 25. Januar 1927: ViSdP: Carl von Ossietzky ab 11. Oktober 1927: „Unter Mitarbeit Kurt Tucholskys geleitet von Carl v. Ossietzky“ | ca. 15.000           | ab April 1927: Kantstraße 152               | ca. 36 Seiten         | 0,60 RM                  |
| 1931 | ab 25. Januar 1927: ViSdP: Carl von Ossietzky ab 11. Oktober 1927: „Unter Mitarbeit Kurt Tucholskys geleitet von Carl v. Ossietzky“ | ca. 15.000           | ab April 1927: Kantstraße 152               | ca. 36 Seiten         | 0,60 RM                  |
| 1932 | ab Mai: Hellmut von Gerlach ViSdP: Walther Karsch                                                                                   | ca. 15.000           | ab April 1927: Kantstraße 152               | ca. 36 Seiten         | 0,60 RM                  |
| 1933 | Carl von Ossietzky, ab März: Walther Karsch                                                                                         | ca. 15.000           | ab April 1927: Kantstraße 152               | ca. 36 Seiten         | 0,60 RM                  |

## Bekannte und wichtige Mitarbeiter (1905–1933)

Eigenanzeige der Weltbühne von 1929

Eigenanzeige der Neuen Weltbühne von 1935

- Name (Mitarbeit von – bis, Zahl der Artikel)[17]

Pseudonyme
- Rudolf Arnheim (1925–1933, 174)
- Julius Bab (1905–1926, 339)

Fero (1905–1923, 27)
- Adolf Behne (1922–1932, 72)
- Ernst Bloch (1919–1930, 19)

Karl Knerz (1931, 2)
- Robert Breuer (aka Lucien Friedlaender) (1911–1931, 93)

Cunctator (1915, 7)
Germanicus (1916–1918, 117)
- Hermann Budzislawski (1932–1933, 9)

Ulrich Schweitzer (1933, 1)
- Erich Dombrowski

Johannes Fischart (1918–1926, 128)
- Axel Eggebrecht (1925–1933, 48)

Conrad Schulter (1926, 1)
- Arthur Eloesser (1870–1938)
- Lion Feuchtwanger (1908–1931, 94)

J. L. Wetcheek (1926–1927, 2)
- Hellmut von Gerlach (1919–1933, 124)
- Alfons Goldschmidt (1918–1932, 119)

Lorarius (1917–1918, 20)
- Ferdinand Hardekopf (1906–1907)
- Moritz Heimann (1914–1925, 44)
- Kurt Hiller (1915–1933, 167)
- Siegfried Jacobsohn (1905–1926, 1796)

Dr. Balduin (1905–1912, 2)
- Erich Kästner (1926–1933, 87)
- Harry Kahn (1907–1930, 144)
- Hanns-Erich Kaminski (1921–1933, 101)
- Klabund (1914–1928, 34)
- Walter Kreiser (1898–1958)

Heinz Jäger (1929, 2)
- Gustav Landauer (1905–1929 (postum), 6)
- Else Lasker-Schüler (1905–1932, 15)
- Rudolf Leonhard (1916–1933, 32)

Olf (1918–1919, 32)
- Richard Lewinsohn (1921–1932, 22)

Morus (1921–1931, 389)
- Leo Matthias (1924–1926, 10)
- Walter Mehring (1920–1933, 90)
- Erich Mühsam (1908–1932, 54)
- Carl von Ossietzky (1926–1933, 639)

Celsus (1927–1933, 31)
Thomas Murner (1932, 9)
Lucius Schierling (1927–1928, 16)
- Alfred Polgar (1905–1933, 742)
- Walther Rode (1927–1934, 14)
- Erik Reger (1928–1932, 5)[18]
- Friedrich Sieburg (1921–1925, 17)
- Hermann Sinsheimer (1905–1914, 53)
- Fritz Sternberg (1931–1932, 3)

K. L. Gerstorff (1930–1933, 57)
Thomas Tarn (1931–1933, 18)
- Heinrich Ströbel (1919–1920, 87)
- Ernst Toller (1920–1932, 50)
- Kurt Tucholsky (1913–1932, 64)

Paulus Bünzly (1915–1922, 2)
Kaspar Hauser (1918–1932, 183)
Theobald Körner (1926, 1)
Old Shatterhand (1927–1929, 2)
Peter Panter (1913–1933, 525)
Theobald Tiger (1913–1932, 405)
Ignaz Wrobel (1913–1932, 449)
- Walther Victor (1895–1971, 17)
- Käthe Vordtriede (1926–1933, 2)
- Robert Walser (1907–1921, 58)
- Hermann von Wedderkop (1921–1922, 3)
- Arnold Zweig (1914–1932, 69)

### Nachdrucke
- Die Schaubühne. Vollständiger Nachdruck der Jahrgänge 1905–1918. Athenäum Verlag, Königstein/Ts. 1978–1980
- Die Weltbühne. Vollständiger Nachdruck der Jahrgänge 1918–1933. Athenäum Verlag, Königstein/Ts. 1978.[20]
- Die Wiener Weltbühne. Nachdruck der Originalausgabe. 1. Jahrgang 1932. o.A.
- Die neue Weltbühne. Nachdruck der Originalausgabe. 2. Jahrgang der Wiener Weltbühne, 1. Halbjahr 1933. o.A.
- Die neue Weltbühne. Nachdruck der Originalausgabe Prag/Paris 4/1933–8/1939. München/London/New York/Paris 1992.

### Redaktionskorrespondenz
- Dietger Pforte (Hrsg.): Farbige weithin sichtbare Signalzeichen. Der Briefwechsel zwischen Carl von Ossietzky und Kurt Tucholsky aus dem Jahr 1932. Akademie der Künste, Berlin 1985,  Aus Anlaß der Ausstellung „Deutschland – ? Schweigen u. Vorübergehen“ Kurt Tucholsky in d. Emigration 1929–1935, Akad. d. Künste, 21. Dezember 1985 bis 9. Februar 1986, mit einem Nachwort von Pforte
- Siegfried Jacobsohn: „der beste Brotherr dem schlechtesten Mitarbeiter“. Briefe an Kurt Tucholsky 1915–1926. Hrsg. von Richard von Soldenhoff. München/Hamburg 1989, ISBN 3-8135-1758-6.

### Sekundärliteratur

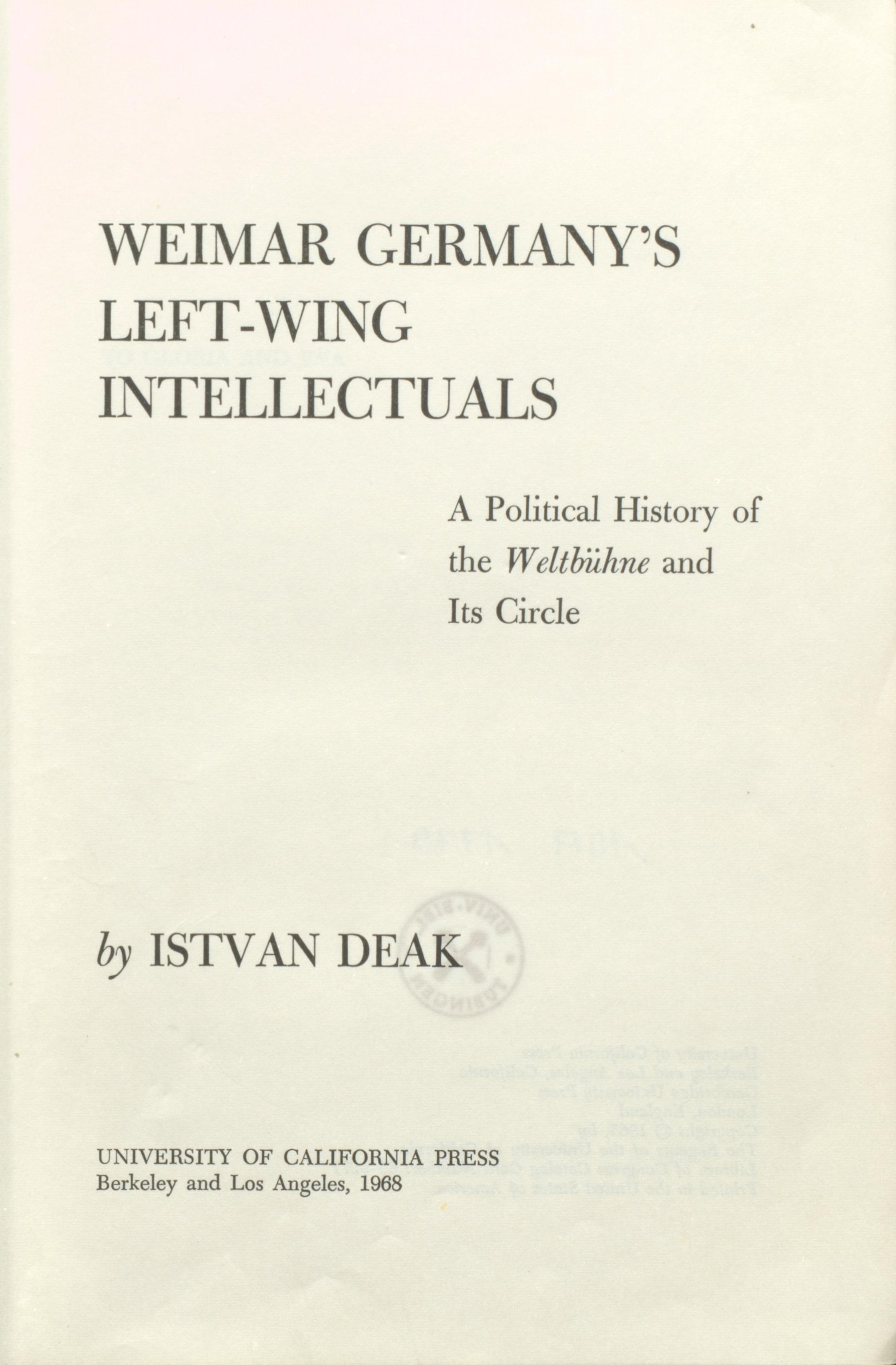

- Joachim Bergmann: Die Schaubühne – Die Weltbühne 1905–1933, Bibliographie und Register mit Annotationen. Saur, München 1991, ISBN 3-598-10831-1.
- Istvan Deak: Weimar Germany’s Left-Wing Intellectuals. A Political History of the Weltbühne and its Circle. Berkley, Los Angeles 1968.
- Alf Enseling: Die Weltbühne, Organ der intellektuellen Linken. Fahle, Münster 1962.
- Axel Eggebrecht, Dietrich Pinkerneil: Das Drama der Republik. Zum Neudruck der Weltbühne zwei Essays. Athenäum, Königstein 1979, ISBN 3-7610-9302-0.
- Alexander Gallus: Heimat Weltbühne. Eine Intellektuellengeschichte im 20. Jahrhundert. Wallstein, Göttingen 2012, ISBN 978-3-8353-1117-6.
- Friedhelm Greis, Stefanie Oswalt (Hrsg.): Aus Teutschland Deutschland machen. Ein politisches Lesebuch zur „Weltbühne“. Lukas, Berlin 2008, ISBN 978-3-86732-026-9 (umfangreiche Website).
- W. B. van der Grijn Santen: Die Weltbühne und das Judentum, eine Studie über das Verhältnis der Wochenschrift Die Weltbühne zum Judentum, hauptsächlich die Jahre 1918 – 1926 betreffend. Königshausen und Neumann, Würzburg 1994, ISBN 3-88479-953-3. Online lesen bei google-books
- Heidemarie Hecht: Von der „Schaubühne“ zur „Weltbühne“. Der Entstehungsprozeß einer politischen Zeitschrift. Dissertation an der Friedrich-Schiller-Universität Jena 1991.
- Philipp Heyde: „Die Weltbühne“: Ein kleines, radikales Zorn- und Lustbrevier. in: Damals. 5.1993, S. 64–68.
- Elmar Holly: Die Weltbühne 1918–1933: ein Register sämtlicher Autoren und Beiträge. Einführung Bernd Sösemann + Elmar Holly, Colloquium, Berlin 1989, ISBN 3-7678-0749-1.
- Ann-Katrin Silke Horst: Ein vernachlässigter Aspekt der Berliner Pressegeschichte. Die Journalistinnen der Zeitschrift 'Die Weltbühne' in der Weimarer Republik. Magisterarbeit an der Universität München 1998.
- Siegfried Jacobsohn: Der Fall Jacobsohn. Verlag der Schaubühne, Charlottenburg 1913.
- Dieter Lang: Staat, Recht und Justiz im Kommentar der Zeitschrift Die Weltbühne. Lang, Frankfurt am Main 1996, ISBN 3-631-30376-9.
- Ursula Madrasch-Groschopp: Die Weltbühne. Porträt einer Zeitschrift. Buchverlag Der Morgen, Berlin 1983, Bechtermünz im Weltbild Verlag, Augsburg 1999 (Repr.). ISBN 3-8289-0337-1.
- Gunther Nickel: Die Schaubühne – Die Weltbühne, Siegfried Jacobsohns Wochenschrift und ihr ästhetisches Programm. Westdeutscher Verlag, Opladen 1996, ISBN 3-531-12810-8.
- Stefanie Oswalt: Siegfried Jacobsohn. Ein Leben für die Weltbühne. Bleicher Verlag, Gerlingen 22001, ISBN 3-88350-665-6.
- Stefanie Oswalt (Hrsg.): Die Weltbühne, zur Tradition und Kontinuität demokratischer Publizistik. Röhrig, St. Ingbert 2003, ISBN 3-86110-336-2.
- Peter Queckbörner: „Zwischen Irrsinn und Verzweiflung“. Zum erweiterten Kulturbegriff der Zeitschrift Die Schaubühne/Die Weltbühne im Ersten Weltkrieg. Lang, Frankfurt am Main 2000, ISBN 3-631-35701-X.
- Daniel Siemens: Hinter der Weltbühne. Hermann Budzislawski und das 20. Jahrhundert. Aufbau, Berlin 2022, ISBN 978-3-351-03812-0.
- Elke Suhr: Zwei Wege, ein Ziel – Tucholsky, Ossietzky und Die Weltbühne. Weisman, München 1986, ISBN 3-88897-026-1.
- Toralf Teuber: Ein Stratege im Exil. Hermann Budzislawski und „Die neue Weltbühne“. Lang, Frankfurt am Main 2004, ISBN 3-631-52742-X.